# Estatuts de neteja de sang
Els estatuts de neteja de sang van ser el mecanisme de discriminació legal que la monarquia hispànica va usar per restringir l'accés als principals llocs de feina, escoles i universitats a la població jueva conversa i tot aquell que tingués barreja de sang amb altres races, sigui morisca, negra o indígena americana. La mentalitat de l'època, entre els segles XV i XVIII, considerava que la sang i la llet materna transmetia les creences i la forma de ser dels individus, almenys fins a la quarta generació.

## Orígens de la neteja de sang
El primer estatut de neteja de sang es va establir a Toledo el 1449, després d'una revolta anticonversa dirigida per Pedro Sarmiento, un influent membre de la cort castellana. En ella es deia: "Que los conversos de linaje de los judios, por ser sospechosos en la fé de nuestro Señor e Salvador Jesuchristo, en la qual frecuentemente bomitan de lijero, judaizando, no pueden haber oficios ni beneficios públicos ni privados tales por donde puedan facer injurias, agravios e malos tratamientos a los christianos viejos lindos". D'aquesta manera quedava la societat dividida entre cristians vells (els de sang pura) i els cristians nous (de sang impura).
Durant el segle xv, les restriccions per la puresa de sang van aparèixer en alguns col·legis majors de la Universitat de Salamanca. Aquestes restriccions es van estendre de seguida a la catedral de Toledo, en especial a la capella dels Reis Nous. Més tard, es van establir limitacions a les esglésies de Badajoz (1511), Sevilla (1515), Granada (1526), i Còrdova (1530). L'estatut que acabaria de consolidar l'ús d'aquestes normatives seria el promulgat per Juan Martínez Silíceo, l'arquebisbe de Toledo, l'any 1547. Malgrat la polèmica i el debat generat durant els primers anys, finalment tant el papa Pau IV com el monarca Felip II van acceptar la regulació de la puresa de sang, que s'estendria pel món eclesiàstic (amb el suport de la Inquisició), les universitats, els ordes militars, l'administració i els principals càrrecs i oficis. Els estatuts de sang no formaven part del dret general de la Corona, sinó que cada institució creava els seus propis estatuts. Aquestes normatives estarien vigents fins al segle XVIII i, en alguns casos, fins al XIX, tot i que en les darreres dècades abans de la seva abolició ja no se seguien de forma estricta.

## La neteja de sang a les Índies
La colonització americana per part de la Corona de Castella va establir un model jurídic que havia d'assemblar-se el màxim possible al model castellà. Això va ocasionar que els estatuts de neteja de sang també fossin implementats a les colònies. Les següents cèdules reials de la Recopilación de leyes de Indias promulgades entre 1518 i 1602 deixen constància de l'objectiu clar de la Corona castellana:
Que ninguno nuevamente convertido de moro o judío, ni sus hijos, pasen a las Indias sin expresa licencia del rey. (Libro IX, tít. XXVII, ley 15).
Que no pasen a las Indias gitanos, ni sus hijos ni criados, y si pasan sean expulsados. (Libro IX, tít. XXVI, ley 20).
Que sean echados de las Indias los esclavos berberiscos y moriscos nuevamente convertidos. (Libro VII, tít. V, ley 29).
Aquestes disposicions van crear un virtual estatut de puresa de sang que havia d'acatar-se a l'hora de concedir llicències per viatjar a Amèrica i residir-hi. Però, tal com passava a la península Ibèrica, els estatuts de sang es van escampar per nombroses institucions colonials, tal com mostren les següents lleis: 
Que las personas a quienes se vendan oficios públicos no sean de las prohibidas, y tengan las partes y calidades que se requieren, a satisfacción de las Justicias. (Libro VIII, tít. XX, ley 6).
Que no se vendan los oficios de receptores de las audiencias y cancillerías reales de las Indias a mulatos, ni mestizos. (Libro II, tít. XXVII, ley 1).
Que no se admitan informaciones para que mestizos ni mulatos sean escribanos y notarios públicos, y que en todas se ponga especial pregunta de que los pretendientes no son mestizos ni mulatos. (Libro V, tít´. VIII, ley 40).
En el cas de les escoles majors i universitats, els estatuts de sang es van convertir en normes molt arrelades. Per exemple, el Real Colegio de San Fernando de la ciutat de Quito exigia informes de puresa de sang per poder accedir-hi, segons "el costum dels col·legis espanyols". A la Real y Pontificia Universidad de San Marcos de Lima no s'admetien mestissos, zambos, mulats ni quarterons. Normes com aquestes es van establir en moltes institucions educatives i religioses, com a la Real Universidad de San Felipe, el Real Seminario del Santo Angel de la Guarda i el Real Convictorio Carolino de Nobles, totes elles institucions de Santiago de Xile.
Per accedir a l'educació superior, al clergat i als càrrecs públics, calia demostrar la puresa de sang. Aquest procediment s'anomenava informaciones de limpeza de sangre. L'objectiu d'aquests informes era acreditar judicialment que algú era net de sang, és a dir, que era un cristià vell, de raça espanyola i que no estava barrejat ni amb moros, jueus ni amb altres castes que incloïen indígenes i negres, a més de no ser sospitós d'heretgia. Aquestes informacions de neteja de sang van tenir especial presència en les universitats, seminaris i col·legis majors de l'Amèrica colonial entre els segles XVI i XVIII. En les seves constitucions s'establia que per assolir matrícules, nomenaments d'autoritats i catedràtics, i graus universitaris calia la presentació d'informes que demostressin la puresa de sang. Així consta en les universitats de Mèxic, Guadalajara, Caracas, Mèrida de Maracaibo, Santa Fe de Bogotà, Quito, Lima, Chuquisaca, Córdoba del Tucumán i Santiago de Chile.
Tot i que a finals del segle xvii tant la Cort com el Consell d'Índies van començar a exposar iniciatives per minimitzar el requisit de puresa de sang en la població indígena cristiana, la realitat era que continuaven en la pràctica patint les restriccions pròpies de la resta de col·lectius prohibits.